# Nahir Besara
Nahir Besara (* 25. Februar 1991 in Västertälje) ist ein türkisch-schwedischer Fußballspieler.

## Sportlicher Werdegang

### Verein
Besara gehört einer der in Schweden zahlreich vorhandenen assyrischen Gemeinden an. So begann er auch mit dem Vereinsfußball bei Assyriska Föreningen, einem Klub der assyrischen Gemeinschaft. hier stieg er 2008 in die Profimannschaft auf und spielte für diese bis zum Jahr 2012. Zur Saison 2013 wechselte er zu Hammarby IF in die Allsvenskan. Nachdem er zu Beginn unter Trainer Gregg Berhalter nicht zurechtkam, war er ab der folgenden Spielzeit unter dessen Nachfolger Nanne Bergstrand Stammkraft.
Ein halbes Jahr vor Ablauf seines Vertrages wechselte Besara im Sommer 2015 ins Ausland und schloss sich dem türkischen Zweitligisten Göztepe Izmir an. In der TFF 1. Lig kam er jedoch nicht zurecht und war vornehmlich Ergänzungsspieler. Daher entschied er sich nach einer Spielzeit zur Rückkehr nach Schweden, beim Erstligisten Örebro SK unterzeichnete er einen bis Ende 2018 gültigen Vertrag. In der Spielzeit 2017 war er einer der zentralen Spieler des Klubs, mit zehn Saisontoren und sieben Torvorlagen war er maßgeblich am Klassenerhalt beteiligt. Nach Ablaufen seines Vertrags Ende 2018 ging er erneut ins Ausland, beim saudischen Klub al-Fayha FC unterzeichnete er im Januar 2019 einen Vertrag bis zum Sommer des Jahres – nachdem ihm im Sommer 2018 ein Wechsel ins Ausland seitens des Klubs verwehrt worden war, kam für ihn eine Verlängerung bei ÖSK nicht in Frage. Zwischenzeitlich ohne Verein landete er im August des Jahres beim zyprischen Verein Paphos FC in der First Division.
Im Sommer 2020 lotste Trainer Axel Kjäll Besara zurück zu Örebro SK, wo er ein bis 2022 laufendes Arbeitspapier unterzeichnete. In der von der COVID-19-Pandemie überschatteten Spielzeit 2020 erzielte er zwölf Tore, als Tabellensiebter erreichte der Klub das beste Ergebnis seit der Saison 2014. Damit weckte er im Ausland Interesse, Anfang 2021 schloss er sich dem Hatta Club mit einem Anderthalb-Jahres-Vertrag an. Der Aufenthalt im arabischen Raum währte jedoch nicht lange, bereits im Sommer kehrte er aus Dubai ein weiteres Mal zu ÖSK zurück, wo er für dreieinhalb Jahre unterschrieb. Am Ende der Spielzeit 2021 stieg er mit dem Verein als Vorletzter aus der höchsten Spielklasse ab.
Im Januar 2022 wechselte Besara innerhalb der Allsvenskan und kehrte sieben Jahre nach seinem Abschied zu Hammarby IF zurück, an den er sich für zwei Spielzeiten band.

### Nationalmannschaft
Besara begann seine Nationalmannschaftskarriere 2007 mit einem Einsatz für die schwedische U-17-Nationalmannschaft. Anschließend durchlief er noch die schwedische U-19-Nationalmannschaft.